# Muara Lawe Bulan
Muara Lawe Bulan is een bestuurslaag in het regentschap Aceh Tenggara van de provincie Atjeh, Indonesië. Muara Lawe Bulan telt 478 inwoners (volkstelling 2010).